# Schwertträger
Der Schwertträger (Xiphophorus hellerii) ist ein in Mittelamerika heimischer Fisch aus der Familie der Lebendgebärenden Zahnkarpfen, der zu den beliebtesten Süßwasserzierfischen gehört.

## Merkmale
Schwertträger weisen einen länglichen Körper mit spitzem Kopf auf. Die Männchen besitzen am unteren Teil der Schwanzflosse einen langen, geraden Fortsatz von etwa einem Drittel der Körperlänge, das Schwert. Die Färbung variiert stark zwischen verschiedenen Populationen. Die meisten Farbvarianten weisen einen braunen bis fast schwarzen oder roten Streifen entlang der Mitte der Flanken sowie Flecken auf der Schwanzflosse auf. Über dem zentralen Streifen kommen in manchen Populationen ein oder zwei weitere Streifen darunter und darüber vor. Das Schwert der Männchen ist kräftig gelb gefärbt mit schwarzen Kanten, von denen die untere ausgeprägter ist. Bei älteren Exemplaren ist das Schwert oft völlig schwarz.
Wildfänge werden auch in Gefangenschaft verhältnismäßig groß mit Männchen bis zu 14 cm (ohne Schwert) und Weibchen sogar bis über 16 cm Länge. Zuchtformen werden selten über 12 cm lang (meist eher 10 cm, Frühmännchen sogar noch deutlich zierlicher).
Flossenformel: Dorsale: 11–14, Anale 8–10

## Vorkommen und Lebensweise
Das ursprüngliche Verbreitungsgebiet des Schwertträgers reicht vom Norden Mexikos bis nach Guatemala und Honduras. Durch den Menschen wurde er jedoch global verbreitet, so in Nordamerika bis nach Kanada, in Afrika und in Australien.
Schwertträger bevorzugen schnell fließende Gewässer mit reichem Pflanzenbewuchs. Als Nahrung dienen Würmer, Krustentiere, Insekten und Wasserpflanzen.

## Fortpflanzung

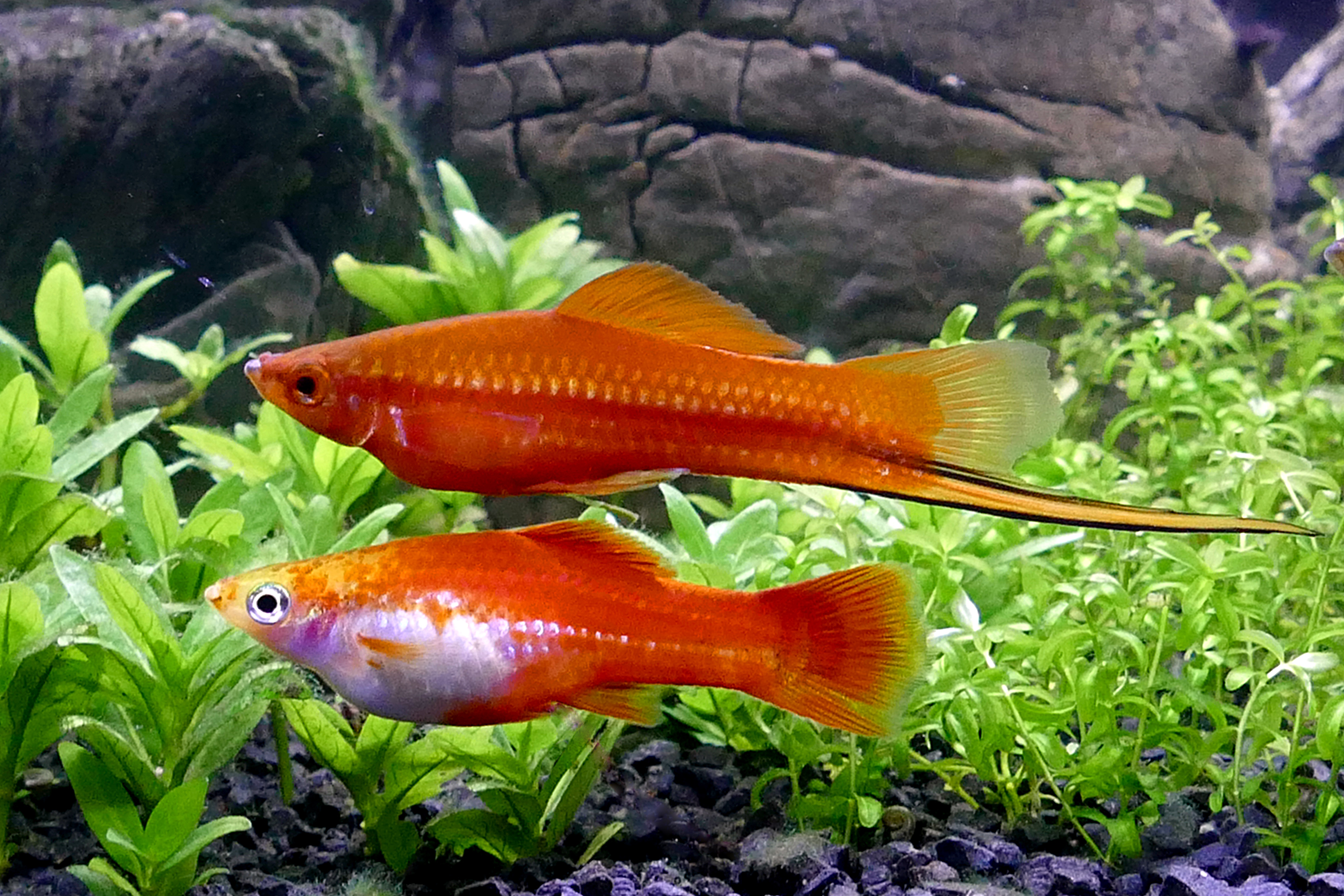
Rote Zuchtform, oben ♂, unten ♀

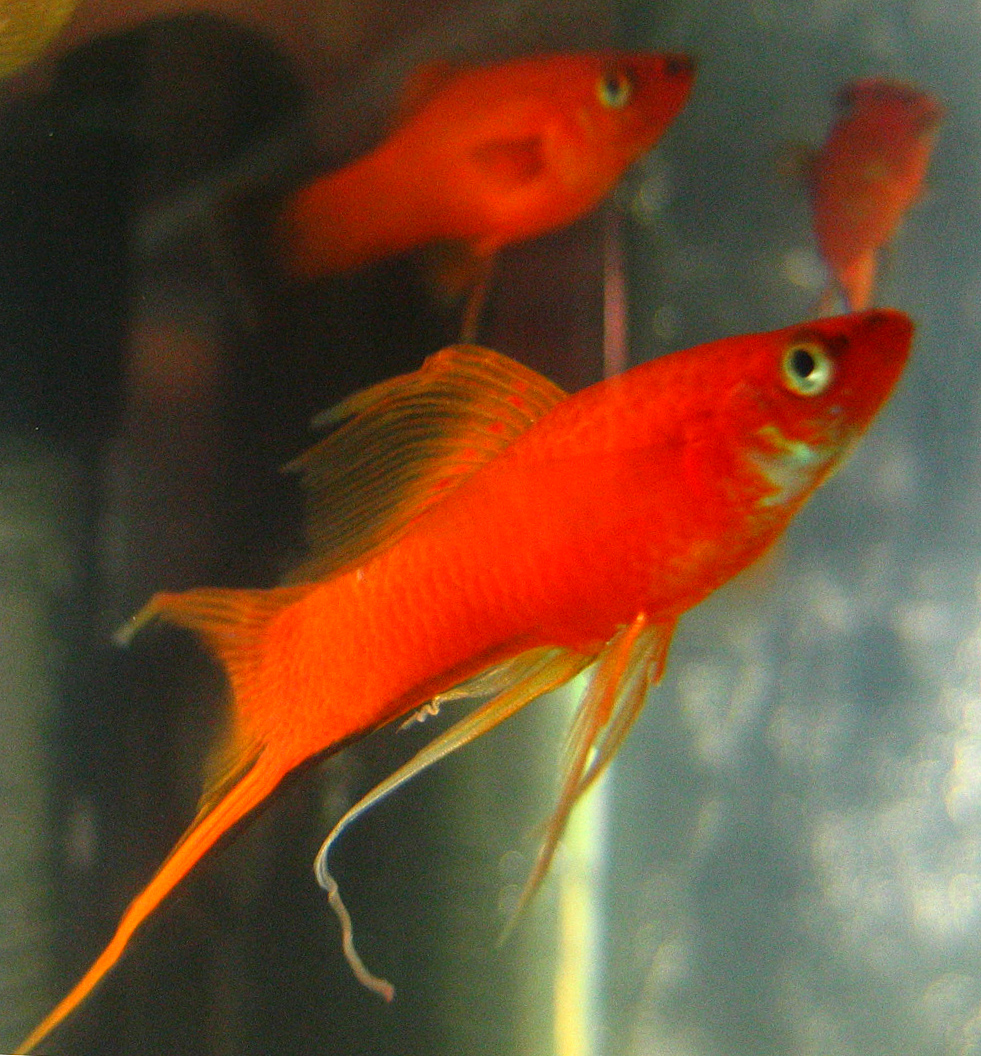
♂ einer Zuchtform mit Lyraflossen. Das verlängerte Gonopodium verhindert eine erfolgreiche Begattung.

Bei der Paarung ist ein intensives Balzen zu beobachten, bei dem das Männchen mit gespreizten Flossen und voller Farbpracht das Weibchen in großen Bahnen rückwärts umtanzt. Anschließend führt es sein Gonopodium in die Genitalöffnung des Weibchens ein und befruchtet es. An der Gonopodiumspitze sitzt ein knöcherner Haken, der das Weibchen an der Flucht hindert (dieser Haken kann artfremden, kreuzbaren Weibchen, z. B. Platys, ernsthaften Schaden zufügen).
Wie alle Lebendgebärende Zahnkarpfen praktizieren auch Schwertträger eine Begattung, bei der zur Übertragung der Spermien das Männchen sein Gonopodium in die Genitalöffnung des Weibchens einführt. Die sechs bis neun Millimeter großen Jungen werden nach einer Tragzeit von 28 bis 42 Tagen geboren. Die Würfe der Wildform bestehen aus 20 bis 150 Jungfischen, große Weibchen von Zuchtformen gebären häufig auch mehr als 150 Nachkommen in einem Wurf. Von Aquarianern wird wiederholt von einer vermeintlichen Geschlechtsumwandlung von weiblichen zu männlichen Tieren berichtet, dabei handelt es sich aber in der Regel um Spätmännchen. So bezeichnen Aquarianer Männchen der Lebendgebärenden Zahnkarpfen, die ihre Geschlechtsmerkmale, besonders das Gonopodium, erst spät ausbilden. Der Körperbau, abgesehen vom Gonopodium, bleibt dabei weiblich (vor allem hochrückiger und insgesamt kräftiger als normale Männchen).
Das Geschlecht wird durch zahlreiche Gene bestimmt, die nicht (wie etwa beim Menschen) auf spezielle Geschlechtschromosomen beschränkt sind. Bei einigen daraufhin untersuchten Zuchtstämmen variierte die Geschlechterverteilung von 1:1 bis 1:4 (zugunsten der Weibchen). Die Spermien bleiben, wie auch bei verwandten Arten und Gattungen, über Monate hin funktionsfähig, so dass eine einzige Kopulation für etliche Würfe ausreicht.